# Rapporto di sicurezza
Il rapporto di sicurezza è un elaborato tecnico, i cui contenuti in Italia sono definiti per legge dal DLgs n°334 del 17 agosto 1999, che serve a individuare all'interno di uno stabilimento quali sono gli eventuali incidenti rilevanti possibili, col fine di attuare sistemi di prevenzione e protezione circa deviazioni dal normale funzionamento di entità rilevante.
Di seguito è descritta la documentazione tecnica alla base di un RdS (Rapporto di Sicurezza).

## Piping & Instrumentation

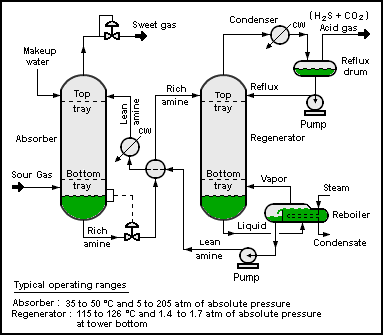
PFD di un impianto trattamento ammine

Il Piping & Instrumentation ("tubazioni e strumentazione") o P&I è una rappresentazione grafica dei processi produttivi di un'azienda ed ha lo scopo di illustrare i flussi e la strumentazione di un impianto o parte di esso con simboli esemplificativi. Non ha nessuna valenza costruttiva o planimetrica, è alla base della analisi deduttiva del rapporto di sicurezza.

## Process Flow Diagram
Il Process Flow Diagram ("schema di flusso del processo") o PFD è uno schema, senza valenza planimetrica, atto a illustrare il flusso dei prodotti in un impianto e i blocchi logici in cui si divide un impianto.

## Scheda di sicurezza
La scheda di sicurezza o SdS è una sorta di carta d'identità delle sostanze e contiene informazioni essenziali relative alle sostanze per svolgere qualsiasi tipo di analisi, informazioni essenziali per operare in sicurezza nel sito dello stabilimento in cui queste sostanze sono detenute o utilizzate.
Sono strutturate in 16 punti secondo quanto previsto dalla normativa vigente.
La loro lettura, e comprensione, è pertanto requisito imprescindibile
per la redazione o verifica di un RdS e del PEI (Piano di Emergenza
Interno) associato.

## Manuale operativo dell'impianto
Il manuale operativo non è generalmente allegato al RdS, ma è essenziale produrlo poiché in esso sono comprese non solo le operazioni di esercizio ma anche di avviamento, di fermata, di fermata in emergenza, di bonifica.
Spesso per la manutenzione, l'ispezione e i collaudi si utilizzano
appositi manuali a parte.
Molte realtà non hanno un manuale operativo ma si affidano a
procedure operative per le varie fasi. Tale approccio è usuale
nelle aziende di produzione a lotti e nelle aziende in cui non
esiste un reale processo produttivo (es. aziende logistiche).

## Disegni planimetrici e corografie
I disegni planimetrici, ai fini della sicurezza, possono essere utilizzati:
- per la rappresentazione delle conseguenze di uno o più eventi incidentali;
- per la valutazione e visualizzazione degli effetti domino;
- per la rappresentazione grafica del rischio individuale all'interno del sito;
- come base per la realizzazione della planimetria delle vie di fuga, luoghi sicuri e uscite di emergenza;
- per il posizionamento della segnaletica di sicurezza e stradale;
- per il posizionamento della dispositivi antincendio;

La corografia serve a rappresentare le conseguenze di eventi incidentali i cui effetti possono interessare l'esterno del sito. Ad esempio rappresentazione grafica del rischio individuale all'esterno del sito.